# Merkantil studentereksamen
Merkantil studentereksamen, forkortet hhx efter det tidligere navn højere handelseksamen, er en dansk 3-årig gymnasial uddannelse med fokus på det merkantile område (dvs. handel).
En hhx-eksamen er en studieforberedende ungdomsuddannelse, der (ligesom stx, hf, htx og eux) giver adgang til de videregående uddannelser (KVU, MVU og LVU).
Siden 2005 har hhx som de andre gymnasiale uddannelser været et studieretningsgymnasium, hvor eleverne starter med et grundforløb af nogle måneders varighed, hvorefter de vælger sig ind på et studieretningsforløb med to-tre studieretningsfag og derudover en række obligatoriske fag og valgfag. Der er 13 centralt definerede studieretninger, som dog ikke alle udbydes på hvert uddannelsessted.
Den gymnasiale hhx udbyder ikke naturvidenskabelige fag som fysik, kemi, biologi, geologi, naturgeografi. Uddannelsen er derved ikke beregnet til studerende, som ønsker at læse videre indenfor naturvidenskab og sundhedsvidenskab på universitetet.  

## Historie
En dansk højere handelsuddannelse blev etableret i 1888, og i 1920 fik den en mere fast form. Adgang til uddannelsen fik man via en afsluttet toårig merkantil erhvervsuddannelse eller via en nysproglig studentereksamen. I 1975 blev uddannelsen delt i retninger, som i 1986 blev erstattet af en tilvalgsordning. I 1990 kom der en fælles lov for de erhvervsgymnasiale uddannelser, som blev fastlagt som toårige uddannelser. Fra 1994 blev uddannelsen gjort treårig.
1-årig hhx var navnet på hhx-eksamen, som stx-, hf- og htx-studenter indtil 2004 kunne tage som et 1-årigt gymnasialt supplement, hvilket blev lavet om som følge af Gymnasiereformen af 2004.
Samtidig med, at man nedlagde den 1-årige hhx, oprettede man i stedet den gymnasiale uddannelse Fagpakke hhx, som er en ½-årig gymnasial supplering (GS) til enten stx-, hf- eller htx-studenter, som ønsker den handelsgymnasiale hhx på kun ½ år.
Med gymnasiereformen af 2004 fik hhx-uddannelsen enslydende formålsparagraffer med stx og htx. Og i 2016 blev lovgivningen om hhx samlet med reglerne for de øvrige tre gymnasiale uddannelser (stx, htx og hf) i en ny samlet "Lov om de gymnasiale uddannelser". Samtidig skiftede uddannelsen navn fra "højere handelseksamen" til "merkantil studentereksamen". Forkortelsen hhx blev dog bibeholdt.